# Мирзоев, Фати Фати оглы
Фати Фати оглы Мирзоев (азерб. Fəti Fəti oğlu Mirzəyev; 1889, Аликасымлы, Бакинская губерния — 19 февраля 1977, там же) — советский азербайджанский хлебороб, Герой Социалистического Труда (1949).

## Биография
Родился в 1889 году в селе Аликасымлы Ленкоранского уезда Бакинской губернии (ныне село в Джалилабадском районе Азербайджана).
С 1930 года — колхозник, звеньевой колхоза имени Асланова, с 1969 года — рабочий совхоза имени Асланова Джалилабадского района. В 1948 году получил урожай пшеницы 29 центнеров с гектара на площади 20 гектаров.
Указом Президиума Верховного Совета СССР от 1 июля 1949 года за получение в 1948 году высоких урожаев пшеницы Мирзоеву Фати Фати оглы присвоено звание Героя Социалистического Труда с вручением ордена Ленина и золотой медали «Серп и Молот».
Скончался 19 февраля 1977 года в родном селе.